# Louise Seleskowitz

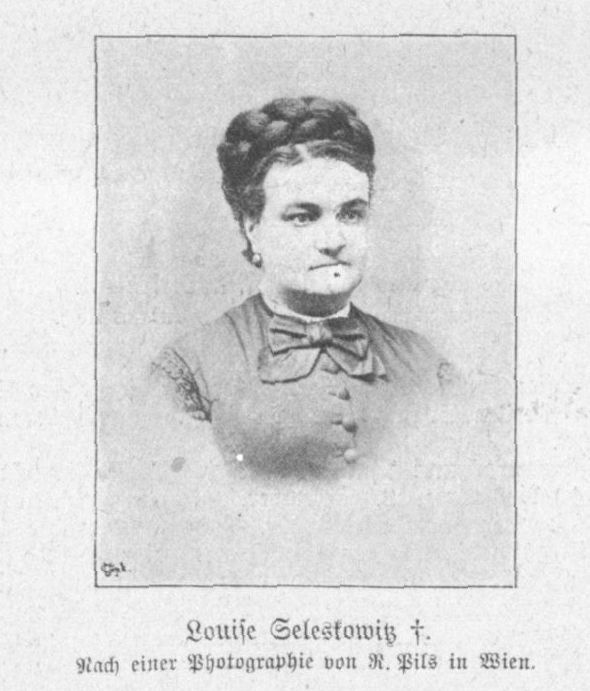
Louise Seleskowitz

Louise Seleskowitz, eigentlich Aloisia (24. März 1830 in Deutsch-Altenburg – 4. Dezember 1899 in Wien) war eine österreichische Köchin, Kochbuchautorin und Geschäftsfrau.

## Werk
Seleskowitz, unehelich geboren, aber katholisch getauft, war Wirtschafterin im Schottenstift auf der Freyung in Wien. Sie schrieb zwei Kochbücher und eröffnete eine Delikatessenhandlung im Palais Hardegg auf der Freyung, die den Namen Zum Gourmand trug. An derselben Adresse etablierte sie auch ein Speiselokal und das Erste Wiener Kochlehr-Institut.
Ihr Wiener Kochbuch wurde „ausgesprochen populär und so erfolgreich“, so das Österreichische Biographische Lexikon, dass es in Wien, Linz, Krems und Berlin mit Diplomen und Medaillen ausgezeichnet wurde und in 44 Jahren insgesamt zwanzig Auflagen erlebte. Im Juni 2017 erschien im Severus Verlag eine Neuauflage der Originalausgabe von 1879.
Der Bezirksbote für den politischen Bezirk Bruck a.d. Leitha bezeichnete Seleskowitz in einem Nachruf vom Dezember 1899 als „große Kinderfreundin“, da sie in ihrem Leben hunderte arme Kinder unentgeltlich gespeist habe.
Im Jahr 2018 wurde mit dem Altwiener Punsch nach Louise Seleskowitz ein Rezept aus dem Wiener Kochbuch im Falstaff-Magazin veröffentlicht.

## Kochbücher
- Wiener Kochbuch, 1879 (Digitalisat der Ausgabe von 1883)
- Die Schnellküche, 1889